# Young Brazilians FC
Der Young Brazilians FC (häufig nur YB), auch als Dakaza Boys bekannt, ist ein Fußballverein aus Karasburg in Namibia.
YB spielt erstmals in der Saison 2018/19 in der Namibia Premier League, der höchsten Spielklasse im namibischen Fußball. Zuvor gelang in der 2017/18 der Aufstieg aus der Namibia First Division durch ein 3 zu 1 gegen Blue Boys aus Swakopmund. In der Saison 2024/25 folgte als 14. der Abstieg. 
YB ist die erste Mannschaft aus der Region ǁKharasKlicklaut die seit elf Jahren in Namibias höchster Spielklasse spielt. Heimspiele müssen im J. Stephanus-Stadion in Keetmanshoop ausgetragen werden, da das heimische Karasburg Combined School Stadium nur über einen Sandplatz verfügt.